# جيرالد بيري (لاعب كرة قدم أمريكية)
جيرالد بيري (بالإنجليزية: Gerald Perry) هو لاعب كرة قدم أمريكية أمريكي، ولد في 12 نوفمبر 1964 في كولومبيا في الولايات المتحدة.